# Maussac

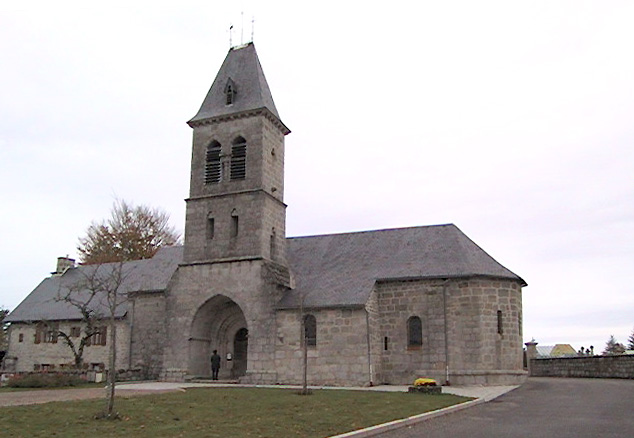
Kościół w Maussac, 2000

Maussac – miejscowość i gmina we Francji, w regionie Nowa Akwitania, w departamencie Corrèze.
Według danych na rok 1990 gminę zamieszkiwało 397 osób, a gęstość zaludnienia wynosiła 29 osób/km² (wśród 747 gmin Limousin Maussac plasuje się na 299. miejscu pod względem liczby ludności, natomiast pod względem powierzchni na miejscu 479.).